# Tywappity Township (comté de Scott, Missouri)
Tywappity Township est un ancien township, situé dans le comté de Scott, dans le Missouri, aux États-Unis,.
Le township est fondé en 1822. Le nom du township est probablement dérivé de la langue Chouanon.

### Source de la traduction
- (en) Cet article est partiellement ou en totalité issu de l’article de Wikipédia en anglais intitulé « Tywappity Township, Scott County, Missouri » (voir la liste des auteurs).